# Toninia hosseusiana
Toninia hosseusiana är en lavart som beskrevs av Vilmos Kőfaragó-Gyelnik. Toninia hosseusiana ingår i släktet Toninia och familjen Ramalinaceae.   Inga underarter finns listade i Catalogue of Life.